# Знамя Москвы

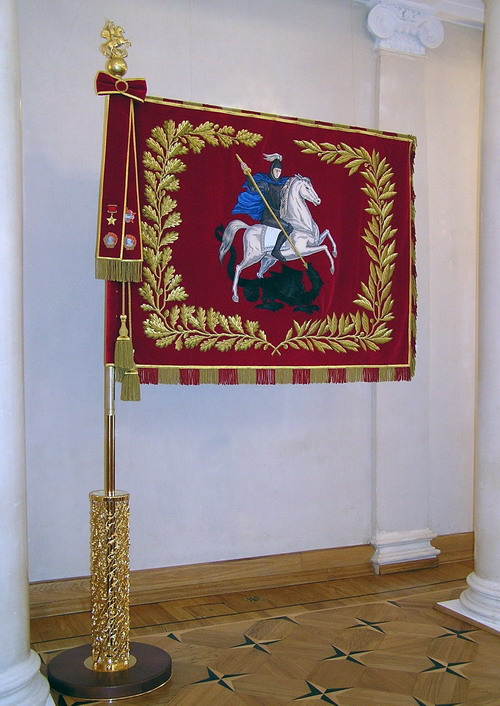

Знамя Москвы — один из официальных символов города. Утверждён законом города Москвы № 78 от 24.10.2004 г. «О Знамени города Москвы».

## Требования к оформлению
В соответствии с законом, знамя состоит из полотнища, древка с навершием, скобой и подтоком. К знамени прикрепляются ленты с вышитыми цветными изображениями государственных наград, которых был удостоен город Москва. Полотнище знамени — прямоугольное, двустороннее, тёмно-красного цвета с лицевой и оборотной сторонами. Ширина полотнища составляет 130 см, длина полотнища — 170 см с запасом для крепления к древку. Полотнище обшито тёмно-красной и золотой бахромой.

### Изображения и надписи
В центре лицевой стороны полотнища помещено изображение развёрнутого от древка основного элемента герба Москвы — Святого Георгия Победоносца на коне, поражающего копьём змия. На лицевой стороне полотнища в виде внутренней каймы помещены золотые ветви — прилежащая к древку дубовая и симметричная ей лавровая.
В центре оборотной стороны полотнища помещён золотой круглый медальон с обращённым от древка профильным изображением основателя Москвы — великого князя Юрия Долгорукого. Медальон обрамлён надписями: вверху — «Приди ко мне, брате, в Москов», внизу — «князь Юрий Долгорукий». Надписи разделены двумя орнаментальными элементами.
На оборотной стороне полотнища в виде внутренней каймы помещены восемь золотых картушей, соединённых стилизованным растительным орнаментом с вплетёнными попарно изображениями двуглавого орла, единорога, льва и грифона.
В четырёх угловых картушах помещены изображения архитектурно-мемориальных символов города Москвы: Московского Кремля, Собора Василия Блаженного, Храма Христа Спасителя и здания Московского государственного университета им. М. В. Ломоносова на Воробьёвых горах.
В боковом прилежащем к древку картуше помещено изображение патриаршей митры, в противоположном боковом картуше — изображение императорской короны. В верхнем картуше помещена надпись «Москва», в нижнем картуше — надпись «1147».

### Древко знамени
Древко знамени изготавливается из тёмного дерева с позолоченными желобками. Длина древка — 250 см, диаметр — 4 см. Подток знамени изготавливается из позолоченного металла в виде усечённого конуса высотой 7 см.
К древку знамени под полотнищем крепится скоба из позолоченного металла с выгравированной надписью: «Учреждено Законом города Москвы от 24 ноября 2004 года N 78».
Навершие Знамени изготавливается из позолоченного металла в форме шара с помещённой на нём объёмной фигурой основного элемента герба города Москвы — Святого Георгия Победоносца на коне, поражающего копьём Змия.